# Art prehistòric
En la història de l'art, s'anomena art prehistòric tot l'art produït en la prehistòria, abans dels primers textos escrits. L'art prehistòric és un fenomen artístic d'abast geogràfic global i d'una immensa amplitud temporal. És per això que mentre algunes civilitzacions frueixen de l'escriptura d'altres de contemporànies no. Per altra banda cal valorar què entenem com objecte artístic; mentre cal no menystenir els objectes amb un valor tècnic, és a dir adequats per a la funció que s'han produït, fets amb art cal apreciar d'altres que a més a més poden disposar de valors estètics com la bellesa.
Una part majoritària dels artistes prehistòrics de les coves eren dones.

## Introducció a l'art prehistòric

### Espai, lloc i temps
A història de l'art es defineix com a art prehistòric les referències gràfiques o esquemàtiques (pintures, etc) sobre mur, parets, roques o altres, així com escultures fetes amb ossos o altres matèries, que s'han realitzat en el marc de societat pre-tècniques i no literàries. Han estat realitzades per éssers humans, d'espècies diferents, tant Homo sapiens com Home de Neandertal. Es localitzen a tot el planeta Terra i tenen constants tècniques, temàtiques, d'ubicació i variants produïdes per tradicions compartides entre grups veïns o en períodes limitats de temps. Abracen el període del Paleolític.

### Estudis sobre art prehistòric
Els estudis sobre l'art prehistòric apel·len diverses disciplines:
- l'arqueologia, analitza la forma de les restes materials del passat,
- l'antropologia cultural, ajuda a entendre les cultures i mentalitats anteriors mitjançant l'anàlisi dels estris
- la història, ajuda a contextualitzar les troballes i el seu anàlisi

Es conserva poca cosa respecte de l'art prehistòric: només gravats, pintures i escultures que han resistit al passatge del temps i que l'arqueologia ha aconseguit recuperar.
Es desconeixen les intencions dels autors i les autores que els varen realitzar, i tampoc no sabem a qui s'adreçaven. No disposem d'informacions contemporànies orals ni escrites. Per això mateix tot allò que aborda la interpretació de l'art prehistòric s'ha d'entendre com a hipòtesis de treball, sense cap conclusió concreta.
Per esbrinar les datacions de les obres s'estudia ben sovint l'ordre de les superposicions i de les pàtines de les figures rupestres, així com els caràcters de les obres que es varen dipositar al terra dels espais habitats o dels recintes funeraris. La identificació dels temes i els estils dels objectes recuperats en una excavació no són difícils de determinar. L'esquema cronològica s'aplica per inducció a les figures de grandària més gran dibuixades sobre els murs de les coves, grutes o roques a l'aire lliure. D'aquesta manera s'estableix un quadre que defineix els estils de l'art prehistòric i la successió de formes i tècniques.

### Reconeixement de l'art prehistòric
Les pintures i els gravats, executats sobre parets rocoses, que constitueixen l'art rupestre, o parietal, a més de les escultures trobades en diversos jaciments d'època, només han provocat la curiositat d'intel·lectuals a partir del segle xix. Tot i que són presents a tot el globus i alguns daten de més de 40.000 anys, són explorades inicialment per aventurers i curiosos, més que professionals.
A mesura que l'arqueologia com a ciència es forma amb un mètode propi, una professionalització dels arqueòlegs i arqueòlogues, etc, s'obren campanyes d'exploració de gran escala, ajudades per les noves tècniques de datació. Això ha estat particularment així per a l'últim quart de segle xx. Hi ha hagut un augment de troballes d'art rupestre i s'ha desenvolupat programes internacionals de documentació. La dècada de 1990 s'ha pogut recórrer a una anàlisi més complexa.
D'ençà s'han generalitzat les polítiques de protecció que miren de contrarestar la sobrecàrrega que produeix l'ús turístic d'aquest conjunts. Les coves franceses de pintura rupestre han estat molt cops reproduïdes a escala natural en grans recintes per tal de conservar les originals.

## Lectura de l'art prehistòric

### Teories sobre el significat de l'art prehistòric
Els prehistoriadors i les prehistoriadores han considerat durant molt de temps que l'art prehistòric tenia un bressol únic (naixement a Europa) i que havia evolucionat gradualment fins a ser com més anava més refinat (del més simple fins al més complex, com la cronologia estilística en quatre períodes d'André Leroi-Gourhan, per exemple, amb possibles "superposicions" entre períodes).
L'aparició de l'art a diferents regions del món i la descoberta de la cova de Chauvet l'any 1994 posen completament en dubte aquesta concepció. La datació de carboni 14 de les pintures de Chauvet, de 36.000 anys d'antiguitat, “va trencar literalment la idea d'una evolució lineal de l'art prehistòric i d'un art primitiu balbuceig, en un estil cru i groller 1 que hauria sorgit progressivament l'apoteosi creativa de Lascaux".
Prehistoriadores, historiadors d'art i altres especialistes, han acabat emetent vàries hipòtesis sobre el significat de l'art prehistòric:
- l'art per l'art:
- l'art com a ritual de caça màgica:
- l'art com a testimoniatge de preocupacions religioses
- l'art com a voluntat de l'home modern d'expressar possessió de l'espai
- l'art paleolític no és art:

Totes aquestes hipòtesis poden agrupar-se en dos grups. Hi ha les hipòtesis racionalistes i les mistificadores. Alguns han estat descartades, d'altres seguixen presentant-se com a hipòtesis plausibles:
- La hipòtesi que l'art és una marca territorial dels sàpiens s'ha descartat. S'ha trobat a Europa art que només podien haver pintat els neandertals. Per exemple, la cova de los Aviones a Cartagena (Espanya) s'ha tronat a datar i els resultats ens porten a 120.000 anys arrere (Sciences, 2018). A la Cova de Trinil a l'illa de Java (Indonèsia) també s'hi ha trobat art moble fet per Homo Erectus. Es tracta de gravats sobre petxina amb forma geomètrica en zig zag (Les Cahier Sinces&Vie - Aux Origines de l'art, 2019).

- La hipòtesi que l'art rupestre és una manera de plantificar per escrit la caça és plausible perquè l'ésser humà té capacitat d'abstracció i quan aprèn sobre el seu entorn, mira d'establir esquemes. L'art rupestre pot ser doncs una manera de planificar o d'abordar l'entorn a través d'un croquis.

## Períodes
Seguint criteris de desenvolupament tècnic hi ha tres etapes importants l'Edat de pedra, l'edat del bronze i l'Edat de ferro. Caldria aclarir que aquesta divisió temporal es realitza al segle xix per observar la realitat europea i que difícilment es pot fer una història universal de l'art amb aquell criteri.

### Edat de Pedra

#### Paleolític

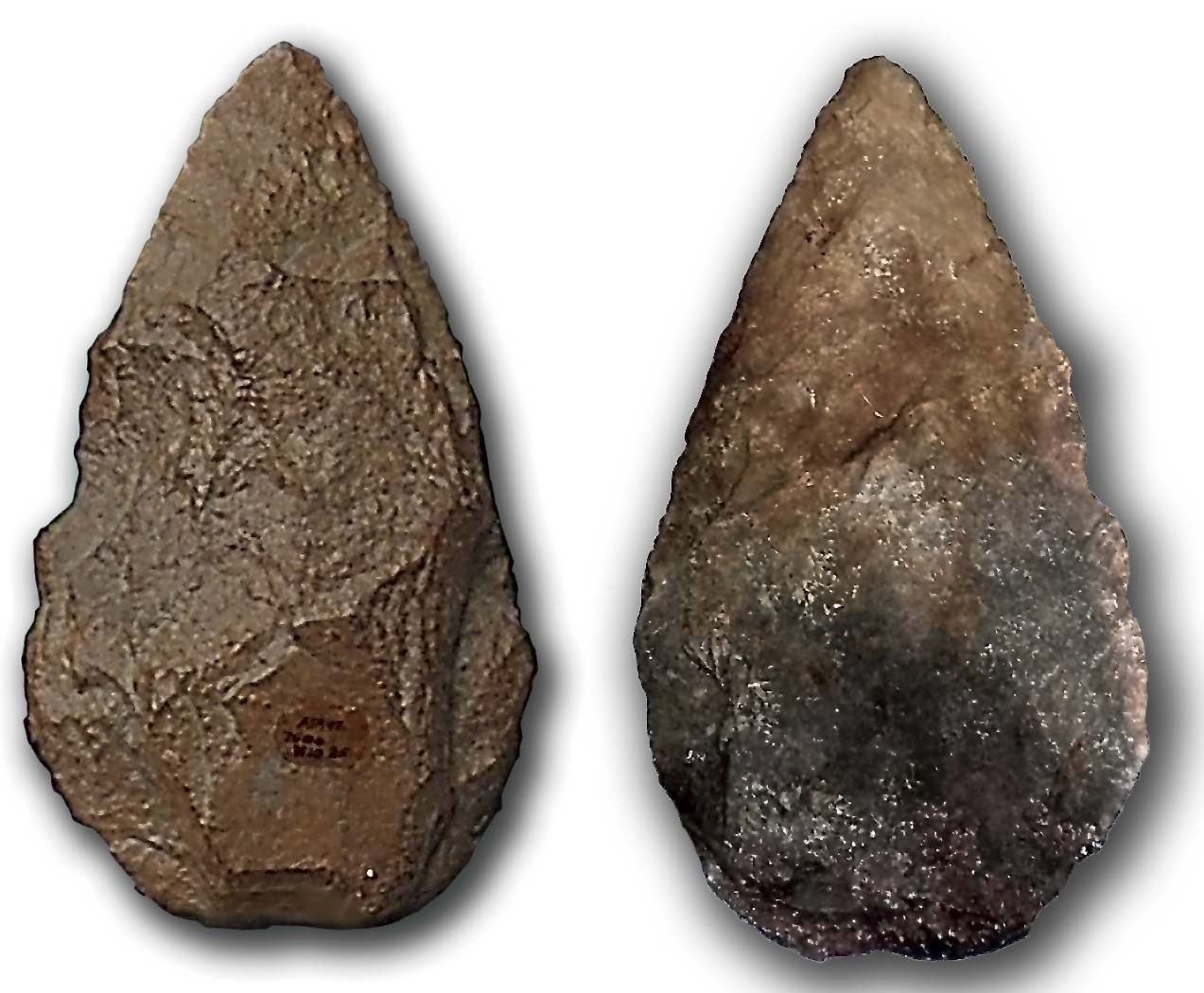
Bifaç d'Atapuerca

Durant el Paleolític l'home aprèn a tallar la pedra.
- Paleolític inferior (- 100.000 aC): Primer utillatge, primers còdols tallats i primeres destrals de mà. Indústries lítiques com l'olduvaià, l'acheulià i l'clactonià.
- Paleolític mitjà (100.000 aC - 35.000 aC): Primeres manifestacions de caràcter simbòlic en l'art i augment del coneixement de tècniques que milloren la destresa en el tall de la pedra, com per exemple la tècnica Levallois. Indústria del mosterià.
- Paleolític superior (35000 aC - 9000 aC): Perfeccionament de l'utillatge, primers ornaments amb ossos i aparició de l'art figuratiu. Destaquen cinc períodes culturals el perigordià, l'aurinyacià, el solutrià, el protomagdelanià i el magdalenià.

Destaquen les pintures rupestres i l'escultura més antiga fins ara trobada és la Venus de Tan-Tan. A la cova de Blombos, situada a Sud-àfrica, s'hi han descobert pedres d'una antiguitat d'uns 70.000 anys decorades amb varietats vermelles complexes, que mostren que el primer Homo sapiens era capaç d'abstracció i producció d'art.

#### Art mesolític(11000 - 8000 aC)

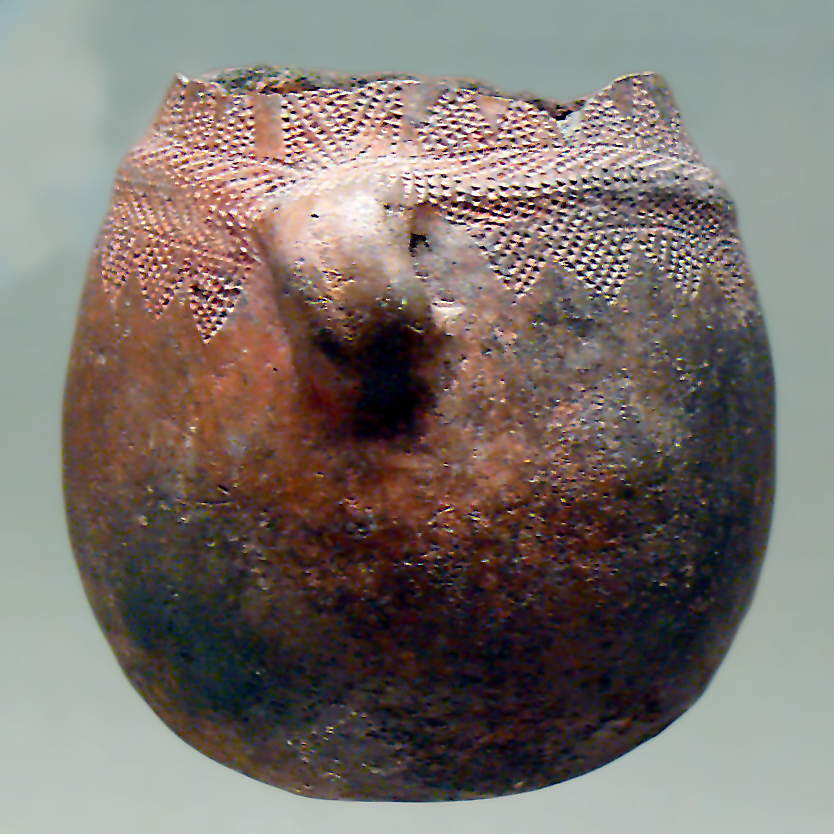
Ceràmica cardial de la cova de La Sarsa, al País Valencià

Passada l'última glaciació de Würm, el que destaca més és l'escassedat d'objectes conservats a excepció dels micròlits, petits utensilis. Les tres cultures destacades del Mesolític europeu són les anomenades Azilià, Tardenosià i Maglemosià.
Durant aquest període es realitzen les pintures rupestres de l'art llevantí i les escultures de l'assentament de Lepenski Vir a Sèrbia. Entre el Mesolític i el Neolític cal esmentar el que és considerat el lloc de culte religiós més antic del món Göbekli Tepe a Turquia.

#### Art neolític(8000 - 3000 aC)
La vida sedentària gràcies a l'explotació agrícola permet un nova relació amb la natura. L'home aprèn a polir la pedra, s'universalitza la ceràmica, es milloren els habitatges i hi ha gran profusió de megàlits. En la darrera fase del Neolític, l'Eneolític es descobreix la possibilitat de modificar alguns metalls. Les cultures més destacades del Neolític són la cultura danubiana, la de Chassey, la de Lagozza o la dels sepulcres de fossa. Aquestes foren succeïdes en les acaballes del Neolític per les cultures de Vica-Tordos i la de Cucuteni-Tripolje.
Destaca la ceràmica cardial que s'estén per la Mediterrània, la cultura de la ceràmica de bandes del centre d'Europa i les pintures rupestres del Sàhara. També cal esmentar l'assentament de Çatal Hüyük a Turquia lloc paradigmàtic d'aquest moment. A Sumèria apareixen els primers sistemes d'escriptura jeroglífica i a Egipte s'erigeixen mastabes precedents de les piràmides.
Podríem considerar que a finals d'aquest període comença la protohistòria doncs a Mesopotàmia cap al 3300 aC ja tenim constància de l'existència de l'escriptura i amb un segle de diferència també a Egipte el 3200 aC.

### Edat de Bronze
(a Europa entre el 1800 aC i el 700 aC)
La introducció del bronze comportà l'augment de l'eficiència de les eines i l'increment de la productivitat, que conduí a un superàvit; aquest fou el primer pas per a la creació d'una classe d'artesans. A causa de l'augment del patrimoni de la societat, es començaven a crear articles de luxe, especialment armes decorades.
Entre les peces produïdes cal destacar cascs cerimonials de bronze, caps de destral i espases ornamentals, instruments elaborats com els lurs de Dinamarca, i altres objectes cerimonials sense propòsits pràctics. S'han trobat en moltes localitzacions exemples d'art rupestre mostrant escenes de la vida diària i rituals religiosos com ara a Bohuslän, Suècia i la Val Camonica al nord d'Itàlia.
La Cultura dels túmuls i la Cultura dels camps d'urnes dominen l'Europa central durant l'Edat de Bronze.

### Edat de Ferro
(a Europa entre el 1200 aC i el 400 aC)

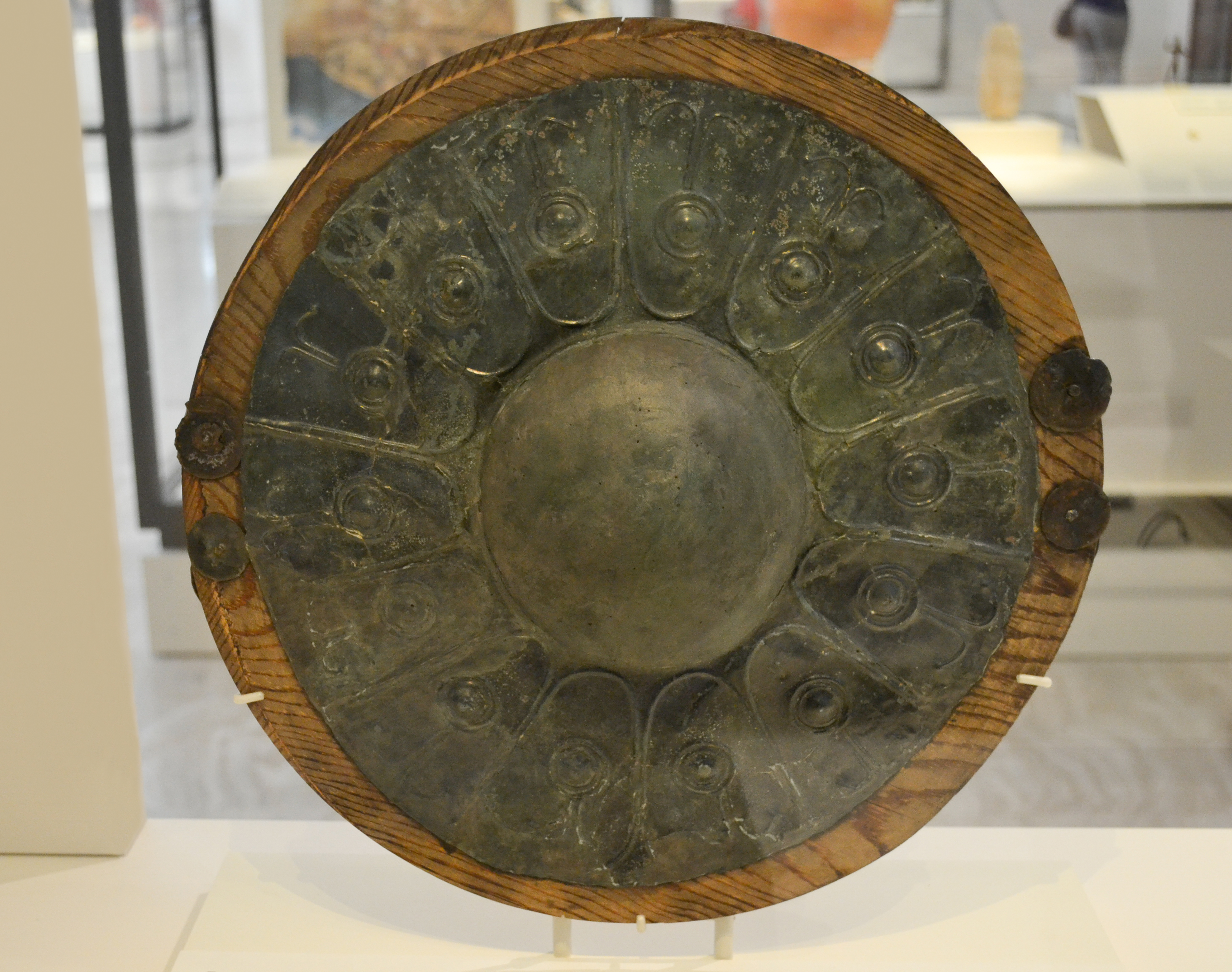
Escut Celtiber, segle V o IV aC, necròpolis de El Cuarto a Griegos (Terol, Aragó).

L'edat del ferro es caracteritza per la utilització del ferro com el metall, utilització importada d'orient a través de l'emigració de tribus indoeuropees, que a partir del 1200 aC començaren a arribar a Europa Occidental. Sembla que no van creuar els Pirineus abans del 900 aC.
A Europa destaquen les cultures celtes de Hallstatt i de La Tène mentre que a la Mediterrània hi ha establertes diferents cultures que ja dominen l'escriptura a Mesopotàmia, l'antic Egipte o la civilització minoica de Creta.

## Disciplines
- Art rupestre
- Monuments
  - Megàlit: monòlit, menhir, dolmen i cromlech
  - Talaiot
- Art mobiliari: Venus
- Petroglif